# 対外経済政策研究院
対外経済政策研究院（たいがいけいざいせいさくけんきゅういん、Korea Institute for International Economic Policy, KIEP）は世界の経済環境の変化に対応し、韓国経済の国際的役割と地位を確立するために1989年12月発足した国務調整室経済人文社会研究会所属の政府外郭研究機関である。ソウル特別市瑞草区にある。